# ليوناردو (شخصية خيالية)
ليوناردو (بالإنجليزية:Leonardo ويختصر بـ«ليو» (Leo) ، هو شخصية خيالية ، ومحارب النينجا من عائلة سلاحف النينجا ، وهو القائد غير الرسمي للفريق وهو قوي الشخصية ويحب اللون الأزرق ويتدرب على النينجاتسو ، وسلاحه هي سيفان من نوع كاتانا ، ويعيش في نيويورك مع أصحابه وسبب تسميته بيلوناردو أو ليو، يعود إلى الفنان الإيطالي المعروف ليوناردو دا فينشي.

## ظهوره في القصص المصورة
ظهر شخصية ليوناردو في القصة المصورة للسلاحف النينجا لأول مرة، وبالتحديد في مدينة نيويورك، حينما يواجه مع أصدقائه الثلاثة لمواجهة شريدر،

## التلفزيون

### مسلسل سلاحف النينجا 1987
ظهر شخصية ليوناردو لأول مرة في عالم رسوم متحركة الأمريكي سنة 1987م بجانب أصحابه الثلاثة والمعلم .

## وصلات خارجية
- ليوناردو على موقع ميوزك برينز (الإنجليزية)
- Leonardo profile on TMNT official web site